# Karl von Cleß
August Eberhard Karl Cleß, ab 1853 von Cleß, (* 15. Juli 1794 in Königsbronn, Herzogtum Württemberg; † 1. April 1874 in Stuttgart, Königreich Württemberg) war ein deutscher evangelischer Theologe und klassischer Philologe.

## Leben
Karl von Cleß war der Sohn des Königsbronner Klosterverwalters und Oberamtmanns Carl Maximilian Cleß und stammte aus einer alteingesessenen Theologen- und Beamtenfamilie Württembergs, die auf Martin Cleß zurückgeht. Er arbeitete nach dem Studium, das er 1814 als Magister abschloss, ab 1818 als Repetent am Tübinger Stift und ab 1819 als Hofkaplan in Stuttgart. 1825 wurde er zum Gymnasialprofessor am Oberen Stadtgymnasium ernannt. Er beteiligte sich an verschiedenen wissenschaftlichen Großunternehmen seiner Zeit. So verfasste Cleß mehrere Artikel für August Friedrich Paulys Real-Encyclopädie der classischen Altertumswissenschaft (1837–1848. ²1864–1866) und Übersetzungen für die Reihe von Christian Nathanael von Osiander, Gustav Schwab und Gottlieb Lukas Friedrich Tafel. 1861 wurde er als Oberstudienrat pensioniert.
Cleß heiratete am 18. April 1820 in Stuttgart Julie Elben (* 1803; † 1872), eine Tochter von Christian Gottfried Elben und Sophie Elben geb. Feuerlein. Aus der Ehe mit seiner Frau Julie stammen zwei Töchter. Tochter Sophie Cleß heiratete 1844 den Chemiker Hermann Christian von Fehling.
Für seine Leistungen wurde Cleß 1853 mit dem Ritterkreuz des Ordens der württembergischen Krone geehrt, welches mit dem persönlichen Adelstitel verbunden war.